# Lucjan z Beauvais
Lucjan z Beauvais, fr. Lucien de Beauvais (zm. 290 na wzgórzu Montmille) – święty katolicki, pierwszy biskup Beauvais, męczennik.

## Życiorys
Informacje o jego życiu są skromne i opierają się na późnych zapiskach. Miał być wysoko urodzonym rzymianinem, który po przejściu na chrześcijaństwo przybrał imię Lucjan. 
Według najstarszych rękopisów datowanych na VIII wiek łac. Passio Lucjani miał być jednym z dwunastu rzymskich misjonarzy prowadzących ewangelizację Reims. Grupa wiązana jest z misją Świętego Dionizego. Cesarz Maksymian chcąc zapobiec ich działalności w ślad za nimi wysłał prefekta, niejakiego Rykcjowara. Trzech ujętych apostołów Juliana, Maksymiliana i Lucjana ścięto na wzgórzu Montmille leżącym nad rzeką Thérain. Znacznie późniejsze spisane w IX wieku Vita, autorstwa biskupa Odo z Beauvais uczyniły z niego pierwszego biskupa diecezji co nie znajduje potwierdzenia we współczesnych badaniach historycznych tego regionu datujących początki biskupstwa na IV wiek.  
Według legendy po ścięciu Lucjan wziąwszy własną odrąbaną głowę poprzez rzekę udał się na miejsce spoczynku pod Beauvais i stąd w ikonografii postaci męczennika przedstawiana jest jako trzymającego w rękach własną głowę (kefaloforia). Na miejscu tym wzniesiono bazylikę ku jego czci. Bazylika, opactwo jak i relikwie zostały na przestrzeni wieków zniszczone.
Padł ofiarą prześladowań religijnych okresu rządów cesarzy Dioklecjana i Maksymian. Jest patronem diecezji Beauvais, zaś jego wspomnienie liturgiczne jako apostoła Beauvais obchodzone jest 8 stycznia. W miejscowościach: Ansacq, Avrechy, Buicourt, Bury, Caisnes, Catillon-Fumechon, Courcelles-Epayelles, Élencourt, Fontaine-Saint-Lucien, Godenvillers, Litz, Loconville, Maulers, Meru, Muidorge, Nivillers, Noailles, Pont-Sainte-Maxence, Rothois, Rue-Saint-Pierre (la), Troussencourt, Verderel-lès-Sauqueuse, Villers-sur-Auchy i Warluis są świątynie pod wezwaniem św. Lucjana z Beauvais.